# آبادچی علیا
آبادچی علیا، روستایی  از توابع بخش مرکزی شهرستان چادگان در استان اصفهان ایران است.

## جمعیت
این روستا در دهستان کبوترسرخ قرار دارد و براساس سرشماری مرکز آمار ایران در سال ۱۳۸۵، جمعیت آن ۲۷۹ نفر (۷۷خانوار) بوده‌است.